# Zerenopsis leopardina
Zerenopsis leopardina là một loài bướm đêm trong họ Geometridae.